# 邁斯泰格
邁斯泰格（英語：Maesteg）是位於威爾斯的一座城鎮，在行政區劃上屬於布里真德郡級自治市。2011年時，邁斯泰格有人口20,612人。邁斯泰格的歷史開始於1820年代至1830年代，當時這裡修建了煉鐵廠。